# Nederduitse Gereformeerde Kerk (Zuid-Afrika)

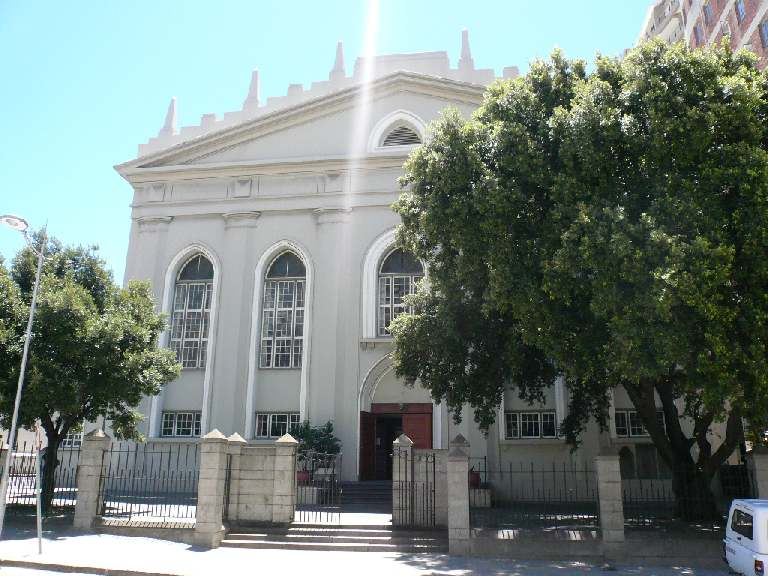
De Groote Kerk van Kaapstad in 2009. Hier kerkt de oudste gemeente van Zuid-Afrika. Het oudste kerkgebouw van Zuid-Afrika dat nog gebruikt wordt is de kerk van de gemeente Paarl.

De Nederduitse Gereformeerde Kerk (afgekort NG Kerk of NGK) is de oudste kerk in Zuid-Afrika en een lid van de Nederduitse Gereformeerde Kerkfamilie. De Nederduitse Gereformeerde Kerk is de oudste van de zogenaamde Drie Zusterkerken in Zuid-Afrika. In 2008 telde de Nederduitse Gereformeerde Kerk 1162 gemeentes verspreid over Zuid-Afrika, Namibië, Zimbabwe, Zambia, Botswana en Londen. Vanuit het zendingswerk van de Nederduitse Gereformeerde Kerk zijn dochterkerken ontstaan in Malawi, Nigeria en Portugal. De kerk telde in 2013 naar eigen zeggen 1.074.765 leden.

## Geloofsleer
De Nederduitse Gereformeerde Kerk is een calvinistische kerk en heeft als belijdenisgrondslagen:
- de Apostolische geloofsbelijdenis
- de Geloofsbelijdenis van Athanasius
- de Geloofsbelijdenis van Nicea-Constantinopel

en uit de 16e en de 17e eeuw de Drie Formulieren van Enigheid:
- de Nederlandse Geloofsbelijdenis
- de Heidelbergse Catechismus
- en de Dordtse Leerregels

## Geschiedenis

### Eerste vestiging
De Kaapkolonie werd gesticht onder leiding van Jan van Riebeeck namens de Vereenigde Oostindische Compagnie. De staatskerk in de Republiek der Zeven Verenigde Nederlanden was op dat moment de Nederduitse Gereformeerde Kerk. Een onderdeel van de opdracht die Jan van Riebeeck mee had gekregen was het doen van zendingswerk onder de heidenen. Ziekentroosters waren actief op de schepen en de eerste vaste predikant van de Kaapkolonie was ds. Joan van Arckel, die uit Brielle afkomstig was.
Op 18 augustus 1665 werd de eerste NG gemeente in Kaapstad gesticht. De bevolking groeide in de jaren die volgden met VOC-personeel, geïmmigreerde weesmeisjes en vrouwen, slaven uit het oosten en Afrika, politieke bannelingen, Aziatische Zuid-Afrikanen en vooral ook met de komst van de hugenoten. Later kwamen daar ook Britse kolonisten bij. Met het vorderen van de kolonisatie werden in het binnenland nieuwe gemeentes gesticht. Bij de opening van de eerste synode op 2 november 1824 telde de Nederduitse Gereformeerde Kerk 14 gemeentes.

### Uitbreiding
Middels zendingswerk en onderwijs werden slaven, Aziaten en de inheemse bevolking van Zuidelijk Afrika aangespoord zich te bekeren tot het Nederduitse Gereformeerde geloof. De NGK kampte echter met een tekort aan predikanten. Dit tekort werd opgevangen door Nederlandse en Schotse predikanten. Bij de Grote Trek op het eind van de jaren dertig van de negentiende eeuw trok een groot deel van de bevolking over de Oranjerivier, de noordelijke grens van de Kaapkolonie. Zij trokken naar gebieden die later bekend werden onder de namen Oranje-Vrijstaat, Natal en Transvaal.

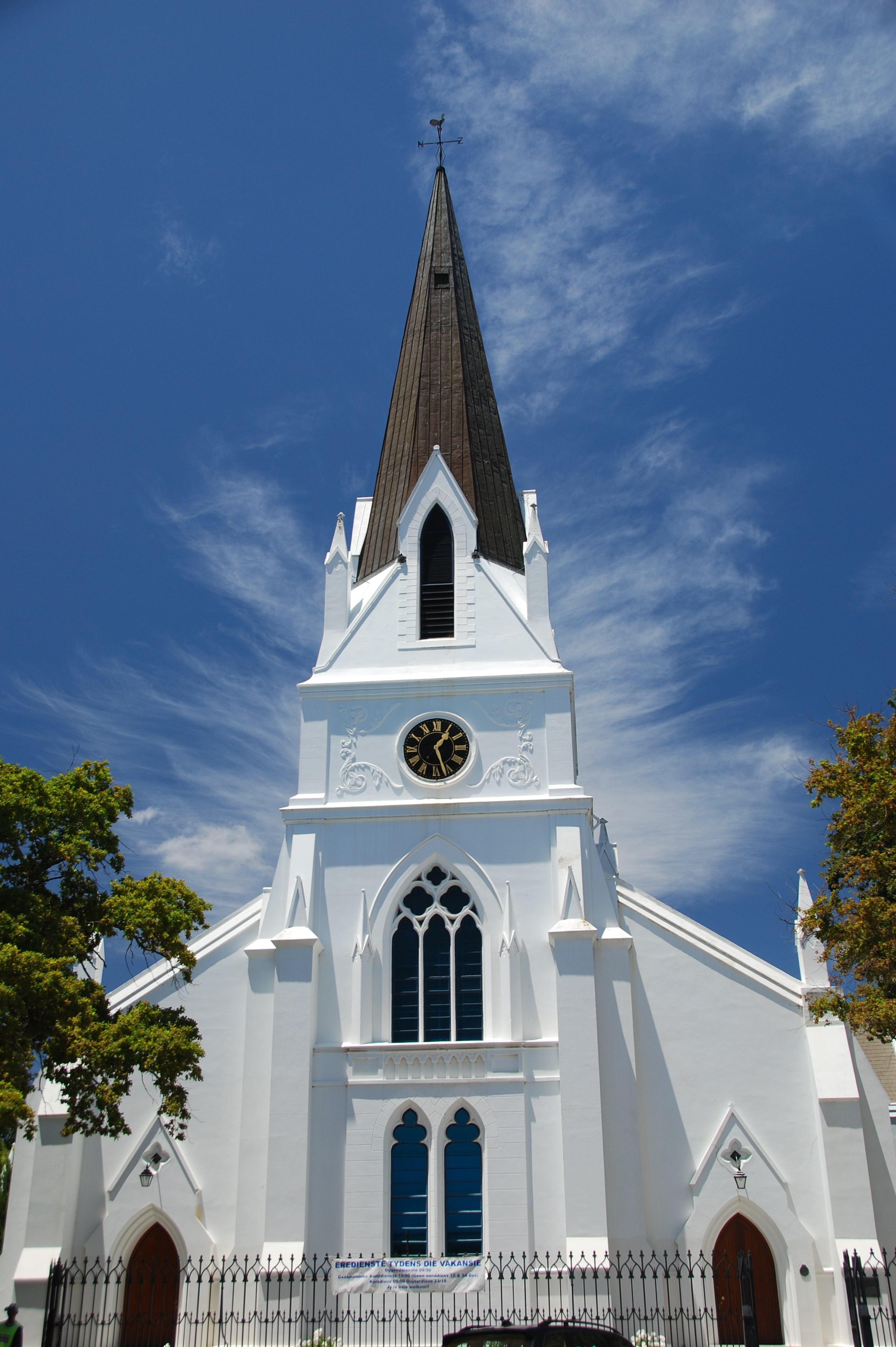
De gemeente Stellenbosch is de op een na oudste in Zuid-Afrika

Door de Grote Trek ontstonden talloze nieuwe gemeentes en nam de behoefte aan predikanten toe. Dit, en het in Zuid-Afrikaanse ogen liberale klimaat in Europa, deed de behoefte ontstaan aan een eigen theologische opleiding voor de Nederduitse Gereformeerde Kerk. De eerste Teologiese Kweekskool werd in 1859 in Stellenbosch opgericht. Later vonden nog diverse uitbreidingen plaats.
De vestiging van de NGK in Namibië begon al eind 19de eeuw tijdens de Duitse kolonisatie in toenmalig Duits-Zuidwest-Afrika. Rond 1922 waren daar al zo'n 7.000 NG-leden. In 1940 ontstonden er verbanden van gemeenten in Gibeon en Otjiwarongo en in 1953 in Windhoek.

### 20ste en 21ste eeuw
Door de jaren heen zijn ook pogingen ondernomen om eenheid tot stand te brengen tussen de Nederduitse Gereformeerde Kerk en de zusterkerken, de Nederduitsch Hervormde Kerk van Afrika en de Gereformeerde Kerken in Zuid-Afrika.
De Nederduitse Gereformeerde Kerk steunde de Zuid-Afrikaanse politiek van apartheid. Na het herroepen van deze theologische en morele steun in 1986 en 1990 heeft de Nederduitse Gereformeerde Kerk haar oecumenische betrekkingen uitgebreid. Tegenwoordig is de Nederduitse Gereformeerde Kerk lid van de Zuid-Afrikaanse Raad van Kerken, de Gereformeerde Oecumenische Raad en de Wereldbond van Gereformeerde Kerken.

## Synodes
Aanvankelijk was de Kaapse synode de enige synode van de Nederduitse Gereformeerde Kerk. Als gevolg van de Grote Trek vanaf 1835 breidde de NGK zich uit naar de andere staten in Zuid-Afrika. Om verschillende redenen ontstonden er afzonderlijke synodes voor Oranje-Vrijstaat (1864), Natal (1865) en Transvaal (1866). Later kwam het door Zuid-Afrika bezette Namibië daarbij.
Als gevolg van een richtingenstrijd In 1824 ontstond er een nieuwe groepering en in 1857 gaf de Kaapse synode de gemeente Stockenstroom in de Oostkaap toestemming om de gekleurde leden in de zendingsgemeenten “terwille van die swakheid van sommige” apart te bedienen. In 1881 leidde dat tot de stichting van de NG Sendingkerk.
Bij het ontstaan van de Unie van Zuid-Afrika in 1910 werd vergeefs gepoogd de synodes te verenigen. In 1962 kwam uiteindelijk de Algemene Sinode van de NG Kerk in Afrika (NGKA) tot stand. In 1986/1996 gingen de NG Sendingkerk en de NGKA samen op in de Verenigende Gereformeerde Kerk in Suider-Afrika (VGKSA).

## Ledental
De kerk telde in 2013 naar eigen zeggen 1.074.765 leden Vanwege een algemene afname van de Afrikaner-bevolking van Zuid-Afrika en dalende geboortecijfers is het aantal leden van de kerk ook afgenomen. Telde de kerk in 1990 nog bijna 960.000 belijdende leden en 427.000 doopleden, in 2008 telde zij nog 880.000 belijdende leden en 248.000 doopleden.
De grootste Nederduitse Gereformeerde gemeente bevindt zich in Pretoria. De Moreletapark-gemeente had 14.000 leden. Het kerkgebouw van de gemeente telt 7.100 zitplaatsen.

## Bekende leden van de Nederduitse Gereformeerde Kerk
- Daniël François Malan, oud-premier van Zuid-Afrika
- Carel Boshoff, oud-voorzitter van de Broederbond
- Beyers Naudé, predikant
- Frederik Willem de Klerk, oud-president van Zuid-Afrika
- Allan Boesak, predikant, politicus en vooraanstaand voormalig activist tegen apartheid

## Weblinks
- Officiële website
- Uit de Geskiedenis van 350 Jaar NG Kerk, door dr. G. v.d. Merwe (Red. dr. B.A. Zuiddam)